# Francis B. Harrison
Francis Burton Harrison, född den 18 december 1873 i New York, död den 21 november 1957 nära Flemington, New Jersey, var en amerikansk statsman. Han var son till juristen Burton Harrison och författarinnan Constance Cary Harrison.
Harrison studerade vid Yale University, där han avlade sin examen 1895, och vid New York Law School, där han avlade sin examen 1897. 
Han deltog därefter i spansk-amerikanska kriget, Han satt i representanthuset 1903–05 och 1907–13. Han avgick i förtid sistnämnda år, då han utnämndes till generalguvernör över Filippinerna av president Woodrow Wilson. 
Han stannade på posten till 1921. Under hans ämbetsperiod påbörjades steg för steg Filippinernas gradvisa övergång till självstyre, den process som 1946 avslutades med att landet blev självständigt. Harrisons profilippinska inställning gjorde honom populär bland den inhemska befolkningen i det land han var satt att styra men den gjorde honom till en kontroversiell person i hemlandet USA. Harrison kandiderade i det demokratiska partiets primärval inför 1920 års presidentval. Han förlorade mot guvernören i Ohio James M. Cox, som i sin tur förlorade själva presidentvalet mot republikanen Warren G. Harding. Efter att Harrisons tjänstgöring var avslutad bodde han i Skottland tills han återkallades till Filippinerna 1934 under övergången till Filippinska samväldet. Manuel L. Quezon blev samväldets förste president och Harrison ombads stanna kvar som Quezons chefsrådgivare i november 1935.  Han innehade denna post i tio månader. År 1936 tilldelades han genom ett kongressbeslut filippinskt medborgarskap. Harrison återvände till posten som rådgivare i maj 1942, efter att Quezon gått i exil i USA. Harrison stod till exilregeringens förfogande. Efter Andra världskrigets slut fortsatte Harrison som rådgivare åt de fyra första presidenterna i det självständiga Filippinerna. Efter sex år i Spanien kom han tillbaka till USA några månader före sin död.